# Sogod (Cebu)
Pour les articles homonymes, voir Sogod.
Sogod est une municipalité de la province de Cebu, au nord-est de l'île de Cebu, aux Philippines.

## Généralités
Elle est entourée des municipalités de Catmon (sud), Borbon (nord), Tuburan à l'ouest et de la Mer des Camotes à l'est.
Elle est administrativement constituée de 18 barangays (quartiers/districts/villages) :
- Ampongol
- Bagakay
- Bagatayam
- Bawo
- Cabalawan
- Cabangahan
- Calumboyan
- Dakit
- Damolog
- Ibabao
- Liki
- Lubo
- Mohon
- Nahus-an
- Poblacion
- Tabunok
- Takay
- Pansoy

En 2009, sa population est d'environ 40 000 habitants.